# Raiganj
Raiganj (en bengalí: রায়গঞ্জ) es una ciudad de la India, centro administrativo del distrito de Uttar Dinajpur, en el estado de Bengala Occidental.

## Geografía
Se encuentra a una altitud de 38 m s. n. m. a 427 km de la capital estatal, Calcuta, en la zona horaria UTC +5:30.

## Demografía
Según estimación 2010 contaba con una población de 174 965 habitantes.